# 天文钟

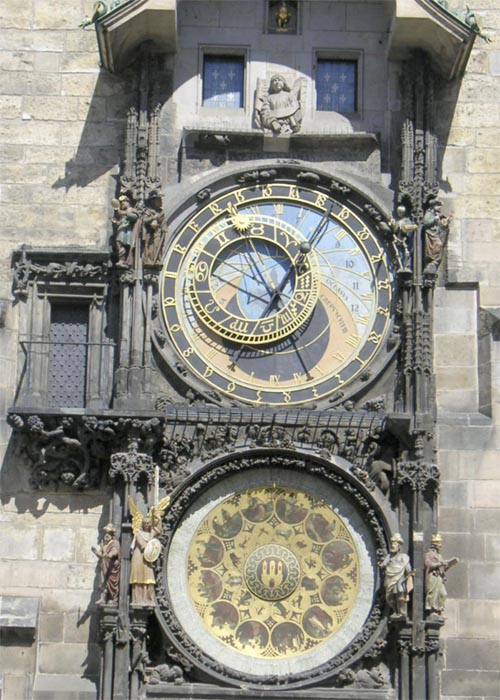
布拉格天文钟

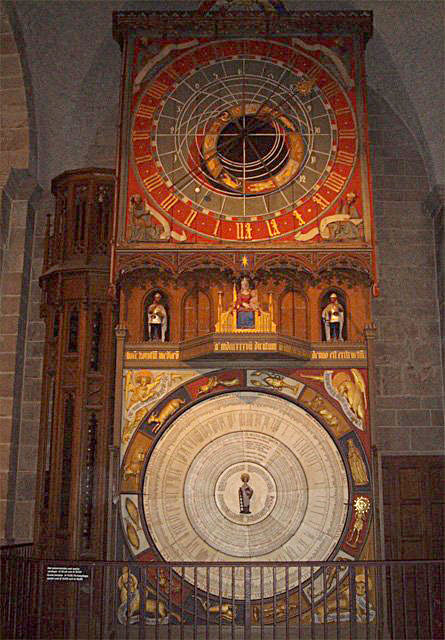
隆德大教堂的天文钟

天文钟是一种特別设计，能同時显示天文信息的时钟。它可以显示太阳、月亮、星座在該時刻的相对位置，有的更可显示主要行星的位置。

## 定义
所有可以显示时间和天文学信息的钟都可以称作天文学钟。这些信息可以包括天空中太阳和月亮的位置，月亮的盈亏，日食，每晚某時的星空、恒星时，还有其它的天文信息等。
天文钟以地心说模型表示。钟面中心常為一个圆形或球形的标记表示位于太阳系的中心的地球。常以一个金色的球表示绕地转动的太阳。这种设计的理念来源于周日運動對於觀測者而言最為直觀，也是生活经验的關係，也是在尼古拉·哥白尼提出日心说之前欧洲普遍的宇宙观。

## 历史

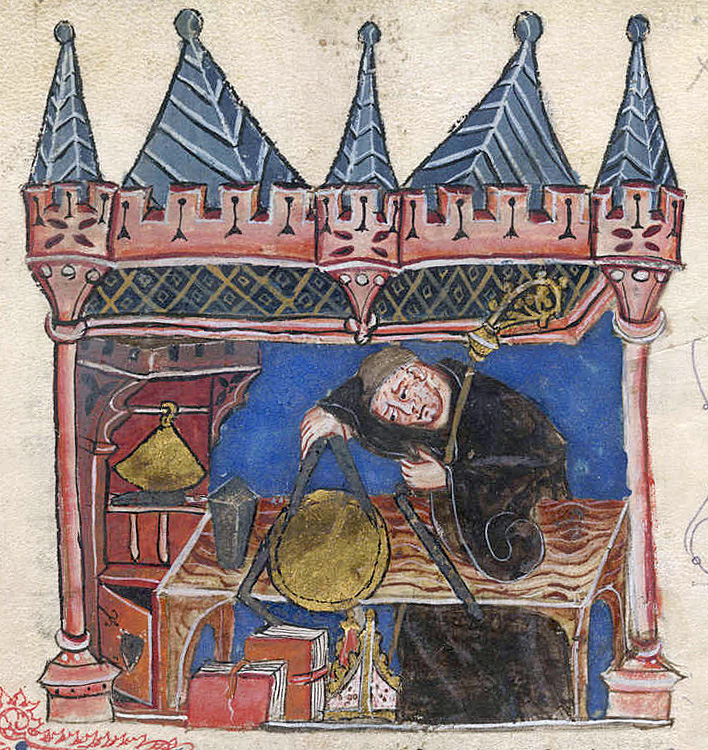
理查德·沃林福德以两个圆规来测量是14世纪天文研究的主要方法之一

在中國，北宋刑部尚書蘇頌與韓公廉在元祐四年（1089年）初製成水運儀象台由穩定的水流提供在基座的樞輪最原始的動力，推動報時系統、渾象（用於演示夜空狀況）與渾儀（用於天體測量）的運轉，由於具完善的自動化動力與演示系統，並著有《新儀象法要》一書，較詳細講述製造過程，在1956年被英國科學史學者李約瑟稱此為「中國的天文鐘」。
歐洲方面，以聖奧爾本修道院院長理查德·沃林福德（Richard of Wallingford）在14世紀早期建造的一座天文鐘，以不同的齒輪演示月相與月食，並留下技術說明；另外在帕多瓦的天文學教授東迪（De'Dondi）在1364年亦獨立建造了一座天文鐘，除顯示時間外亦演示托勒密體系之下行星軌道的運行情況。這兩座也是歐洲最早出現的天文鐘。
制造天文钟最大的困难在于，制作钟的人必须不停的维护它，这不仅需要制造技巧，也需要很多金钱。因此，拥有一座天文钟也是财富的象征。
18世纪，随着天文学的兴起，越来越多的天文钟在那个时期建造。这个时期的钟的特点是表现更精确的天文学信息。

## 世界各地知名的天文钟

### 苏颂的水运仪象台
中国历史博物馆和英国科技博物馆等博物馆收藏了等比例复原的苏颂设计的水运仪象台。这座巨大的天文钟高约10米，是利用水轮为原动力带动仪器运转的自动化天文钟，设计十分精妙， {{subst:Citation needed/auto|是世界上最早的天文钟}} 。

### 斯特拉斯堡
斯特拉斯堡大教堂自14世纪以来，一共有三座的天文钟。第一座建于1352年和1354年之间，16世纪初停止运行。第二座钟由康拉德·达斯庞迪斯设计，建于1547年到1474年间，于1788年或1789年停止运行。大约50年后，简·巴普蒂斯特·施维尔戈带领30名工人建造了一座新的天文钟。这座钟增加了很多天文和日历的功能，被认为是第一座完全用机械的方法计算日历的钟。

### 布拉格
捷克布拉格的旧市政厅里天文钟是最著名的天文钟之一，它被称为Prague Orloj。钟的核心部分完成于1410年。钟盘上画着代表地球和天空的背景， 并且有四个主要的移动的圆盘，分别是黃道十二宮圆盘，老捷克时间表，太阳和月亮。1870年，一个日历盘增加在钟的下方。

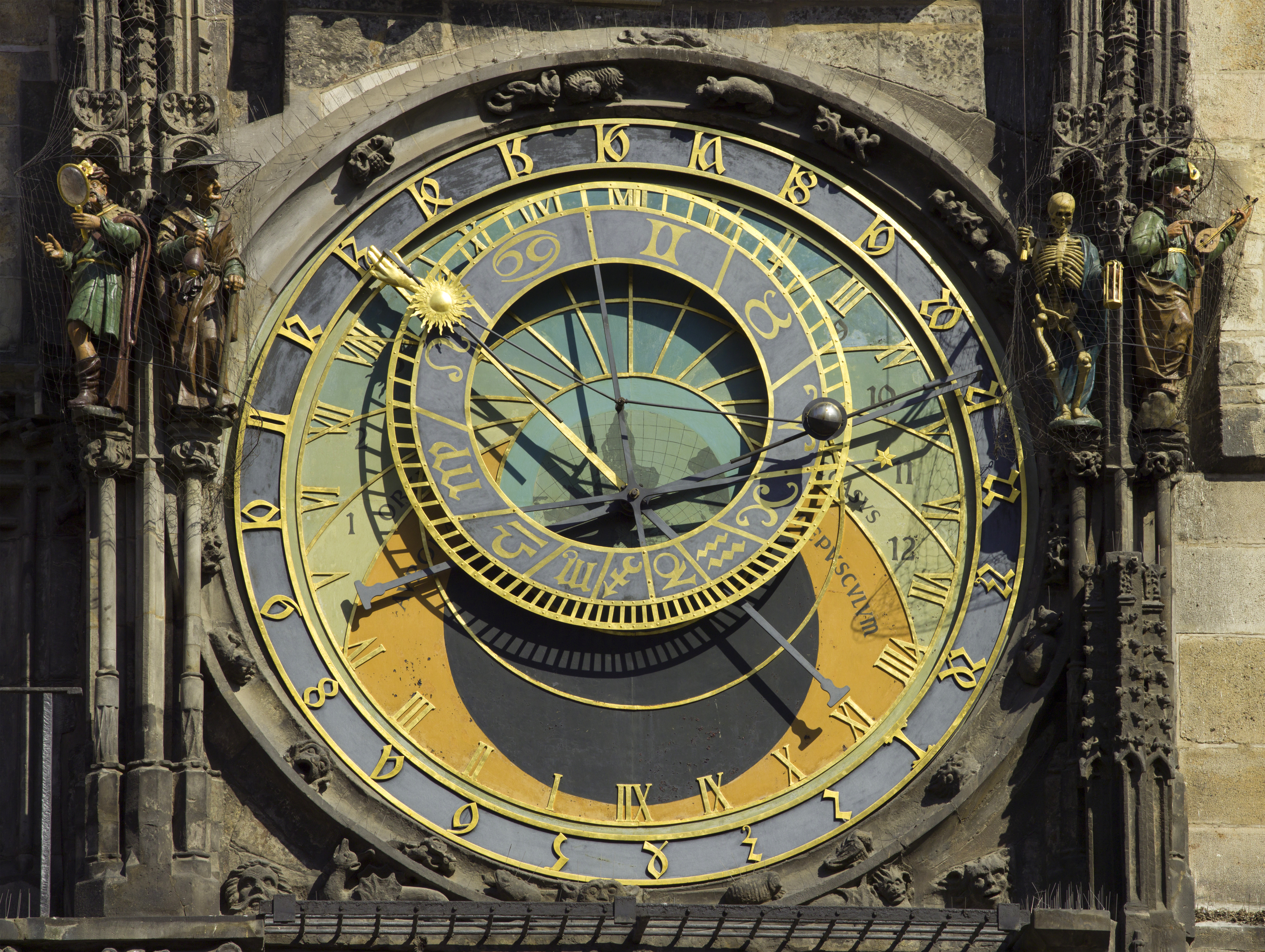
布拉格天文钟钟盘

第二次世界大战期间，这座钟几乎被纳粹主义的战火烧毁。1948年钟被修复，1979年再次修理。根据当地古老的传说，如果钟没有妥善维护，这个城市就会面临灾难。

### 奥洛穆茨
捷克摩拉維亞省的省会城市奥洛穆茨的市中心广场上也有一个设计精巧的天文钟。

### 隆德
瑞典隆德大教堂的天文鐘建造于1424年左右。1837年这座鐘被收藏起来，1923年经过修理又放回原处。当它运行的时候，你可以听见曲子“In dulci jubilo”从教堂里最小的管风琴里传出来。鐘平时每天演奏两次，时间为中午12点和下午3点。周日第一次演奏在下午1点，而不至于打断了周日的早礼拜。钟上面部分是天文学钟，它表示了不同阶段的月亮和太阳落下的位置。钟的下面部分是一个日历板，目前的这块日历板显示了从1923年到2123年的日历。

### 哥本哈根
哥本哈根市政厅有一座完整的天文钟，放置在一个玻璃小橱内。这座钟整整设计了50年，由业余天文学家和职业制钟匠简斯·奥尔森设计。有一些部件的设计参考了斯特拉斯堡天文钟。钟在1948年到1955年间组装成功，开始运行。1995年到1997年钟被大规模重修。

### 拉斯马斯·泽尔讷斯设计的天文钟

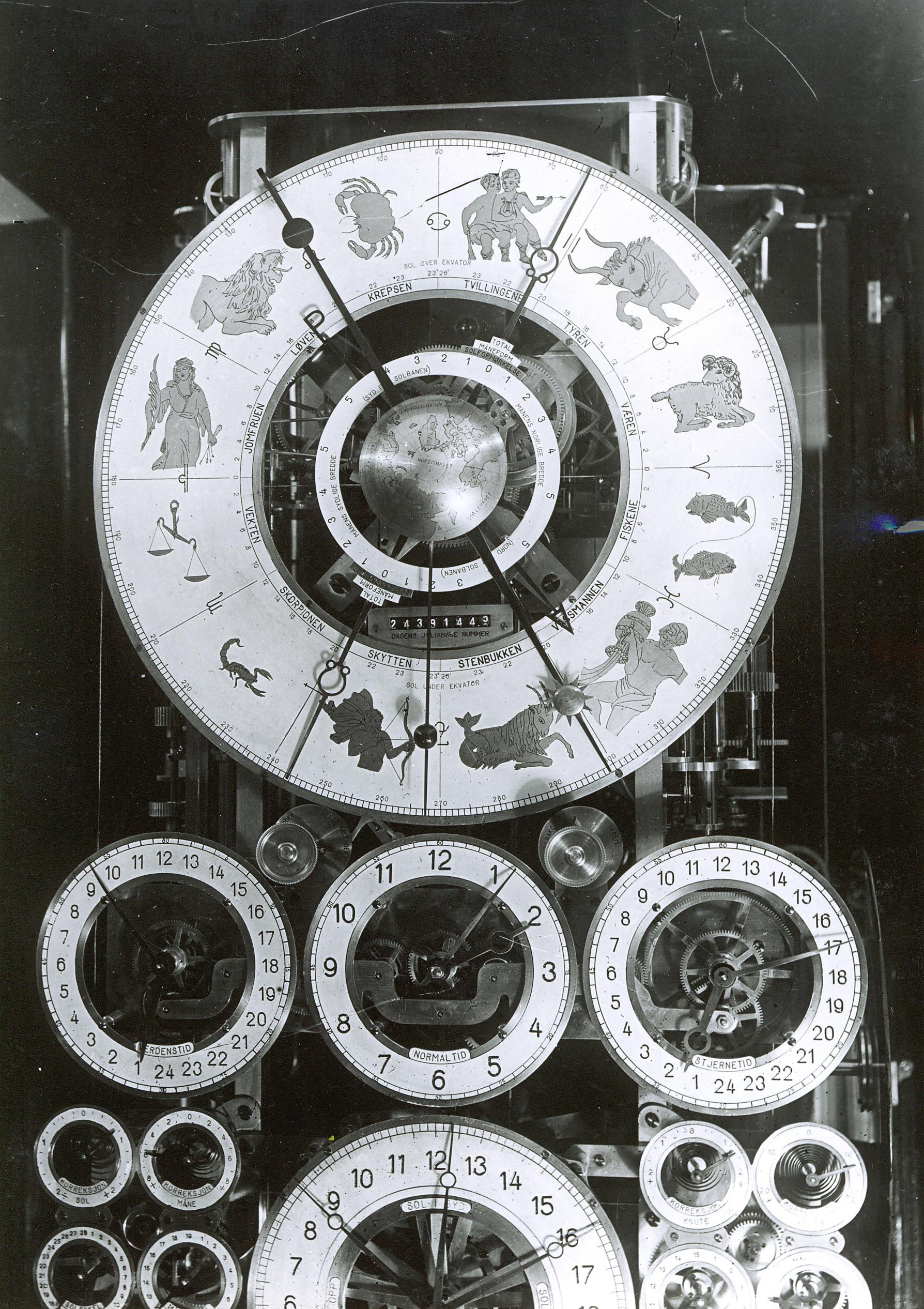
拉斯马斯·泽尔讷斯设计的天文钟

挪威的拉斯马斯·泽尔讷斯是最出色天文钟设计者之一。他的设计复杂精确，在0.70 x 0.60 x 2.10 m的尺寸就可以制作出精密的天文钟，包括了太阳和月亮的位置、儒略历、格里历、恒星时、格林尼治标准时间、当地时间，还包括闰年、日食、月食、当地日出日落的时间、潮汐、太阳黑子周期。它还显示了一些其它的恒星，如周期为248年的冥王星运行轨道和周期为25,800年的地球轴线岁差。所有的齿轮都是由黄铜制作，并镀金，钟盘镀银。
泽尔讷斯根据自己对星空的观察，还制作了一些有用的工具。这个出色的天文钟很可能是最后一座由一个真正的製鐘高手独立手工完成的杰作。这件作品，是机械时代的一个象征。这座钟曾经在美国伊利诺州罗克福德时代博物馆和芝加哥科学工业博物馆。2002年，钟被人收购，目前下落不明。

### 其它天文钟
很多欧洲的城市都有天文钟。你可以在各地看到他们，如威尔士大教堂、艾希特、奥特里圣玛丽、温伯恩明斯特、汉普顿宫、温特图尔、克雷莫納、斯普利特、曼切华、布雷西亚、罗斯基勒、明斯特等等。
法国鲁昂有一座14世纪的天文钟，位于大時鐘街(Gros Horloge)街上。法国里昂的圣琼斯大教堂也有一座14世纪的天文钟。
瑞士首都伯尔尼的時鐘塔钟楼有一座16世纪的天文钟。

### 座钟
由于座钟的广泛应用，因此有很多天文座钟。在17世纪，奥古斯堡的学徒想成为制钟高手，必须设计和制作一个高手级的钟，如天文座钟。伦敦的大英博物馆保存了一些天文座钟。
巴黎郊外的凡尔赛宫有一个华丽的洛可可风格的天文座钟，它由一个製钟师和一个学徒花费了整整12年制作而成，于1754年献给路易十五。

### 錶
近代独立制钟师克里斯汀·范德克劳制作了一个天文腕表，命名为“Astrolabium”，之后又设计了“Planetarium 2000”，“Eclipse 2001”和“Real Moon”系列。瑞士的钟表公司雅典錶（Ulysse Nardin）也推出了数款天文腕表“Astrolabium”、“Planetarium”和“Tellurium J. Kepler”。

## 设计描述

24小时指针式表盘

尽管每一座天文钟各有不同，但是它们有一些共同的特点。

### 时间显示
大部分天文钟表盘外圈是一个24小时指针式表盘，从罗马数字I（1）到XII（12），然后再从I（1）到XII（12）重复一遍。当前的时间由一个指针指示，通常在指针的尾部有一个金色的球或者太阳的图片。本地的中午通常在表盘的正上方，子夜在表盘的正下方。分针基本不使用。
指针指示了太阳的方位角和地平纬度。从方位角来看，表盘的上方表示南方，两个VI（6）表示了东方和西方。从地平纬度来看，表盘上方是天顶，两个VI（6）决定了水平线。（这是从地球的北半球来设计的。）当然，这种设计在春分秋分，即昼夜平分之际是最准确的。
如果XII（12）不在表盘的上方，或者数字是阿拉伯文而不是罗马文，那么时间显示是意大利时间。在这种系统里面，0点是太阳落下的时候。

### 日历和星座
年通常用12个星座来表示，一般在24小时表盘的里面排成一圈，显示了黄道、太阳和星球在星空运动的轨迹。

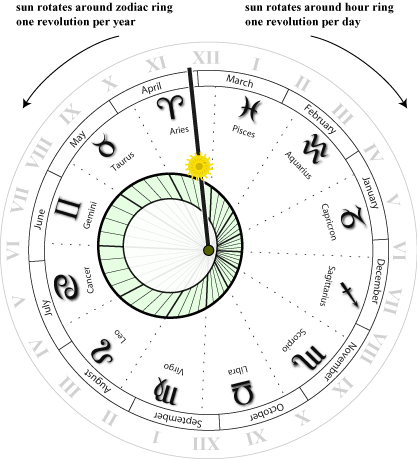
黄道投影成一个椭圆形，通常在表盘的数字里面

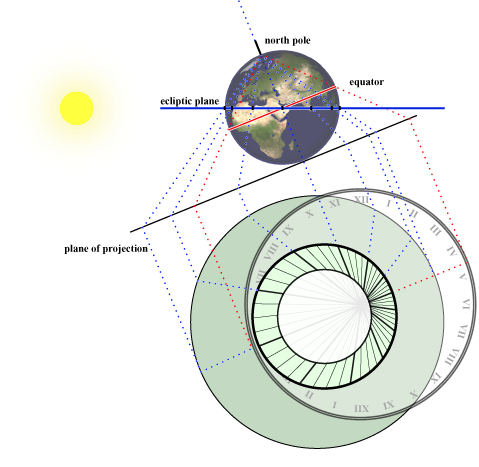
北极为基点的立体投影

由于地球的自转有倾斜角，黄道星球投影在钟的表面上有点偏离中心，并有一些细微变形。立体投影的角度是从北极为基点的。而通常星盘的设计是以南极为基点的。
确定日期的方法就是通过时针在星座盘的交叉点确定了当前的星座。这个指示点一年内绕星座盘转动，太阳也就从一个星座移到另一个星座。以上图的布拉格的表盘为例，太阳盘现在移到了白羊座，左边是双鱼座。因此时间是3月底或四月初。

### 月亮
钟盘上有一圈数字从1到29或30表示月亮的周期：新月是0，满月是15。通常用一个黑色的半球来指示月亮的位置。

### 小时线
不等长计时法通常把白天分成12个等长的小时和黑夜分成另外12个小时。在欧洲，夏天白天的时间要比晚上长很多，所以白天的小时要比夜晚的小时长一些。同样的情况在冬天，白天的小时比夜晚的小时短。这些不等长的小时用钟盘中间的曲线表示，夏天长的小时在圆盘的外周。